# Enunciación
La enunciación es la totalidad de la situación lingüística y situación extralingüística en la que se produce el enunciado y los factores que intervienen en su producción y en su interpretación.
Puede definirse de dos maneras: como la estructura no lingüística (referencial) subtenida por la comunicación lingüística en donde se refiere al contexto de producción de los enunciados, o como una instancia lingüística, en donde se concibe como el acto de producir un enunciado.